# أحمد أكرم الطباع
أحمد أكرم الطباع (1938 - 2001) هو ناشرٌ لبناني، يُعرف لتأسيسه «دار القلم» و«دار الأرقم بن أبي الأرقم» في بيروت. ذُكر في مقدمة كتاب «الترغيب والترهيب من الحديث الشريف» شُكر لأحمد أكرم الطباع «على ما ينفقه ويبذله لخدمة تراثنا الفكري الإسلامي». نُشر لأحمد أكرم الطباع تحقيقٌ لديوان عمر بن أبي ربيعة.

## حياته
وُلد أحمد أكرم محمد أنيس الطباع في بيروت عام 1938 م، ووالده هو الأستاذ محمد أنيس الطباع، والذي كان من رواد الثقافة والنشر في لبنان. أسس الوالد «دار النشر للجامعيين» في أربعينات القرن العشرين، واستمر في صناعة الكتب حتى وفاته في مطلع سبعينات القرن العشرين. أكمل أحمد أكرم دراسته في لبنان ومصر، وعمل بدايةً مع والده في دار النشر للجامعيين. بعد وفاة والده قرر التوسع في أعمال النشر والتوزيع، حيث أسس «دار القلم» لتُعنى بالكتب العربية والإسلامية، ثم أسس «دار الأرقم بن أبي الأرقم» عام 1996 م، تخصصت في نشر التراث العربي والإسلامي، واستمر فيها حتى وفاته.
ذُكر اسم أحمد أكرم الطباع في مقدمة عشرات المُؤلفات، فمثلًا ورد في مقدمة كتاب «الشفا بتعريف حقوق المصطفى» بأنه «وأنني إذ أشكر الأخ الأستاذ أحمد أكرم الطباع صاحب دار الأرقم بن أبي الأرقم- بيروت إذ طلب مني الإقدام على تحقيق هذا الكتاب العظيم القدر...»، وفي مقدمة كتاب «دستور معالم الحكم ومأثور مكارم الشيم» بأنه «بعدها اتصلت بالصديق الفاضل الحاج أحمد أكرم الطباع، صاحب ومدير (دار الأرقم بن أبي الأرقم) للطباعة والنشر والتوزيع ببيروت، وقد قام بتكليفي للقيام بهذا العمل الجليل حيث أن الحاج أحمد أكرم محمد أنيس الطباع المثابر على طبع كتب السنة النبوية والفقه والتراث العربي والإسلامي بحلة جديدة وتحقيق بإذن الله مضمون».
يُدير ابنه مُحمد خالد الدارين حاليًا.

## وفاته
تُوفي أحمد أكرم الطباع في شهر مارس/آذار 2001 ميلاديًا الموافق لشهر ذو الحجة 1421 هجريًا، عن عمرٍ ناهز 63 عامًا.